# Frédéric de Solms-Laubach
Frédéric-Louis-Christian comte de Solms-Laubach (né le 29 août 1769 à Laubach et mort le 24 février 1822 à Cologne) est d'abord membre du conseil de la cour impériale à Vienne. Plus tard, il devient fonctionnaire prussien. Il est le premier - et le seul - haut président de la province de Juliers-Clèves-Berg, qui, peu après sa mort, est fusionnée avec la province voisine du grand-duché du Bas-Rhin en 1824 pour former la province de Rhénanie.

## Origine
Après la mort prématurée de son père, le colonel ducal brunswickois de la Garde et adjudant général Georges-Auguste-Guillaume de Solms-Laubach (né en 1743), déjà 1772 comte héréditaire, il succède à son grand-père Christian-Auguste (1714-1784) au gouvernement en 1784, initialement sous la tutelle de sa mère Elisabeth Charlotte Ferdinande, née princesse d'Isembourg (1753–1829).

## Ancien régime
Solms-Laubach reçoit une éducation d'un tuteur privé, puis étudie le droit à l'université de Giessen en 1786-1789. Il reçoit une formation juridique pratique à la Chambre impériale de la Cour. Solms-Laubach participe à la Diète d'Empire à Ratisbonne en 1789/90 en tant que représentant du banc des comtes de la Wetterau (de). En 1790, il participe à l'élection de l'empereur Léopold à Francfort-sur-le-Main.
Entre 1791 et 1797, Solms-Laubach est conseiller impérial à Vienne. Il représente ensuite le banc des comtes de la Wetterau et la partie protestante du Collège des comtes de Westphalie au Congrès de Rastatt jusqu'en 1799.
La demande de Solms-Laubach de quitter le service de l'Empire est fondée, entre autres, sur l'état de sa situation personnelle. En effet, dans les années de son absence, le comté s'est endetté.
Au cours des années suivantes, il s'occupe principalement de ses biens. Cependant, il se rend à Paris plusieurs fois en tant qu'envoyé d'autres dominions plus petits.
Dans le cadre de la formation de la confédération du Rhin, Solms-Laubach perd sa souveraineté au profit du grand-duché de Hesse en 1806 par l'acte de la confédération du Rhin.

### Famille
En 1797, il se marie avec Henriette von Degenfeld-Schomberg (de) (née le 23 décembre 1776 à Stuttgart et mort le 26 janvier 1847 à Laubach). Henriette von Degenfeld-Schomberg est la fille du seigneur Christoph comte von Degenfeld-Schomberg et de sa femme Friederike Helene Elisabeth née Riedesel (de) baronne zu Eisenbach, et petite-fille du général et ministre de la guerre Christoph Martin von Degenfeld-Schomberg (de). Le mariage donne naissance à quatre fils et une fille: 
- Othon (1799–1872) marié en 1832 avec la princesse Luitgarde de Wied (née le 4 mars 1813 et morte le 9 juin 1870), fille de Jean-Auguste-Charles de Wied (de)
- Reinhard (de) (1801–1870), général de division prussien marié en 1836 avec la princesse Ida d'Isembourg-Büdingen à Büdingen (née le 10 mars 1817 et morte le 31 juillet 1900), fille d'Ernest-Casimir Ier (de)
- Rudolf (né le 1er mars 1803 et mort le 28 octobre 1884)
- Georg (né le 24 octobre 1805 et mort le 3 avril 1870)
- Ottilie (de) (née le 29 juillet 1807 et morte le 21 mai 1884) mariée en 1828 au prince Ferdinand de Solms-Braunfels (de) (1797–1873)

## Guerres napoléoniennes et Congrès de Vienne
En 1813, Solms-Laubach occupe un poste clé dans le département central d’administration temporaire du baron vom Stein. Il est responsable du système de crédit, de l'administration centrale de l'hospice et de l'Office maritime du Rhin. En outre, il est commissaire auprès des tribunaux des anciens États de la confédération du Rhin de Hesse-Darmstadt et de Nassau pour surveiller leurs responsabilités pour les frais militaires communs contre la France. Même après la fin du département de l'administration centrale, Solms-Laubach conserve l'administration de la navigation du Rhin. Ce n'est qu'en 1817 que la Commission de la navigation du Rhin prend sa place. Il joue un rôle clé dans la préparation de la création de cette commission.
Au Congrès de Vienne en 1814/15, il est conseiller de Hardenberg et surtout de Stein. Solms-Laubach participe également à la rédaction d'une constitution par Stein et Hardenberg. Il mène également les négociations à Vienne. Mais le projet échoue en raison de préoccupations provenant de divers milieux. Dès la même année, en tant que président de l'Association des Médiatisés, il est l'un des plus importants représentants des intérêts aristocratiques. Au Congrès de Vienne, par exemple, il milite pour les médiatisés de Bade et de Wurtemberg.
En 1815, Solms plaide dans un mémorandum pour une dignité impériale allemande en faveur de la maison de Habsbourg.

## Haut président
Dans le contexte du retour d'exil de Napoléon, Solms-Laubach entre dans la fonction publique prussienne en 1815 sans désespérer du renouveau de l'empire. Au lieu de recevoir la province du Bas-Rhin, comme il espère, Solms est nommé en 1816 haut président de la province de Juliers-Clèves-Berg avec son bureau à Cologne et en même temps premier président du district de Cologne. Après la mort de Solms, les deux provinces sont unies pour former la province de Rhénanie.
Dès le départ, Solms-Laubach participe activement à la réorganisation de la nouvelle province. L'organisation de l'administration de la province à Cologne suit l'essentiel de ses propositions. Il contribue également de manière décisive à la division de la région en districts. Plus tard, il s'exprime également dans de nombreuses expertises sur l'organisation de la fonction de haut président. L'objectif est d'améliorer leurs compétences par rapport à celles des gouvernements de district et d'accroître l'influence des hauts présidents par rapport au gouvernement central. Le 6 décembre 1817, il démissionne de la présidence du district de Cologne, conformément au § 13 de l'Instruction pour les présidents susmentionnée.
La tâche principale de Solms-Laubach est l'intégration de la population rhénane dans l'État prussien. Cela est rendu plus difficile par les mesures prises par le gouvernement central. Cela inclut la censure du Rheinische Merkur (de) et le traitement de Joseph Görres. En particulier, le passage à l'ère de la réaction avec les décisions de Carlsbad et le non-respect de la promesse constitutionnelle de Frédéric-Guillaume III complique la tâche de Solms-Laubach. À cela s'ajoutent la critique de la conscription, la crainte de perdre le système judiciaire à la française et les effets économiques négatifs qui émanent de la levée du blocus continental. Ce qui parle en faveur de Solms-Laubach, c'est qu'il n'est pas un centralisateur et un bureaucrate au sens d'Hardenberg, mais qu'il se tient plutôt sur la ligne plus libérale de Stein.
En 1818, il devient le premier conservateur de la nouvelle université de Bonn. En 1819, il est élu membre de la Léopoldine.

## Seigneur dans le grand-duché de Hesse
Dans le cadre de la création de la confédération du Rhin, Solms-Laubach perd sa souveraineté au profit du nouveau grand-duché de Hesse en 1806. Comme les chefs des autres maisons médiatisées, Frédéric de Solms-Laubach, en tant que seigneur, se voit attribuer un siège dans la première chambre des États par constitution avec la création des États du grand-duché de Hesse (de). Il en fait partie de 1820 jusqu'à sa mort en 1822, sans y adhérer formellement. Il est même nommé président de la Chambre par Louis Ier, mais préfère ne pas assister aux séances du parlement. À sa place, le prince héréditaire Louis préside les réunions. Son fils Othon de Solms-Laubach lui succède comme seigneur.